# Orginis
Els orginis (Orgyiini) són una tribu de lepidòpters ditrisis de la família dels erèbids (Erebidae), subfamília Lymantriinae.

## Descripció
Les erugues d'aquesta tribu tenen raspalls de pèls a la part superior dels segments abdominals 1 (adjacent al tòrax), 2, 3, 4, i 8 i flocs de pèls projectats cap a l'exterior dels costats del cap.

## Gèneres
La tribu inclou els següents gèneres. Aquesta llista pot ser incompleta.
- Acyphas
- Albarracina
- Calliteara
- Casama
- Dasychira
- Dicallomera
- Gynaephora
- Habrophylla
- Ilema
- Laelia
- Numenes
- Ocneria
- Olene
- Orgyia
- Pantana
- Parocneria
- Penthophera
- Psalis

## Galeria

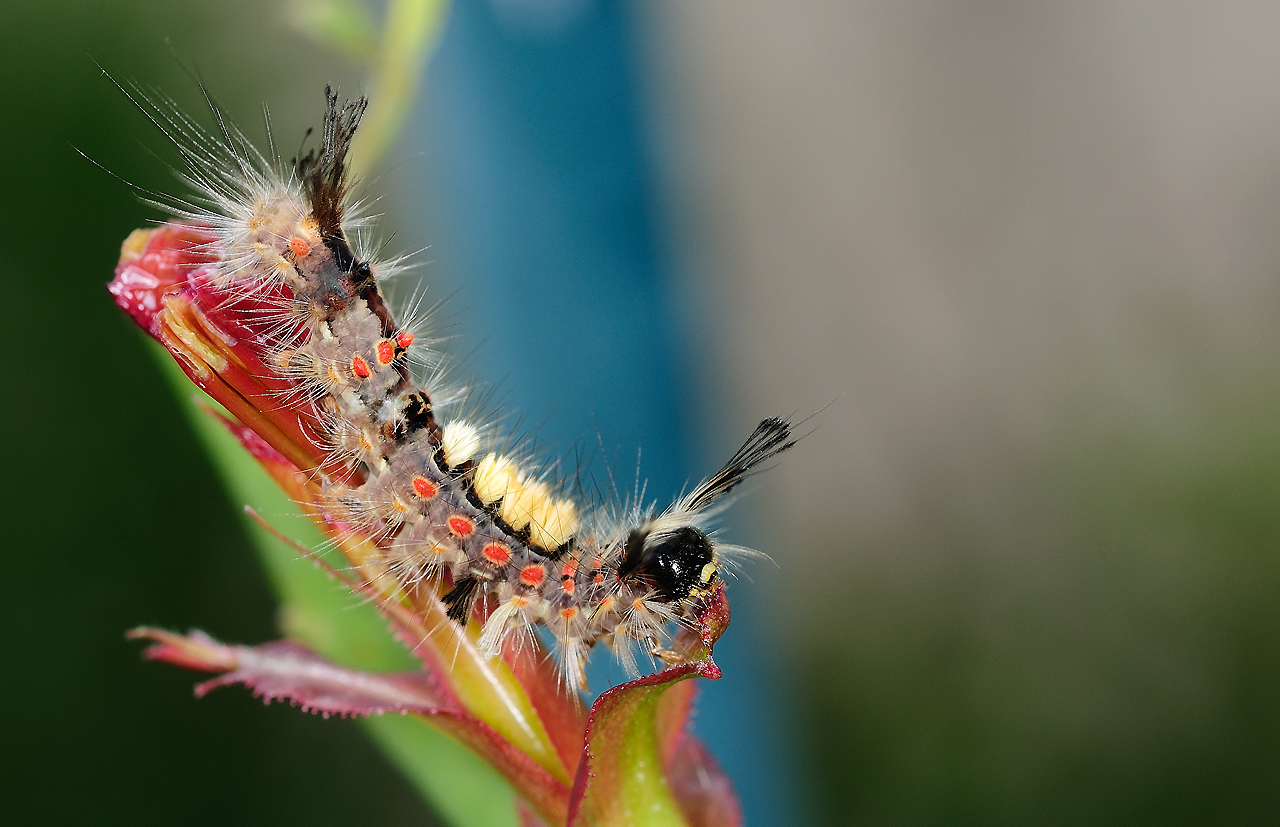
Orgyia antiqua larva
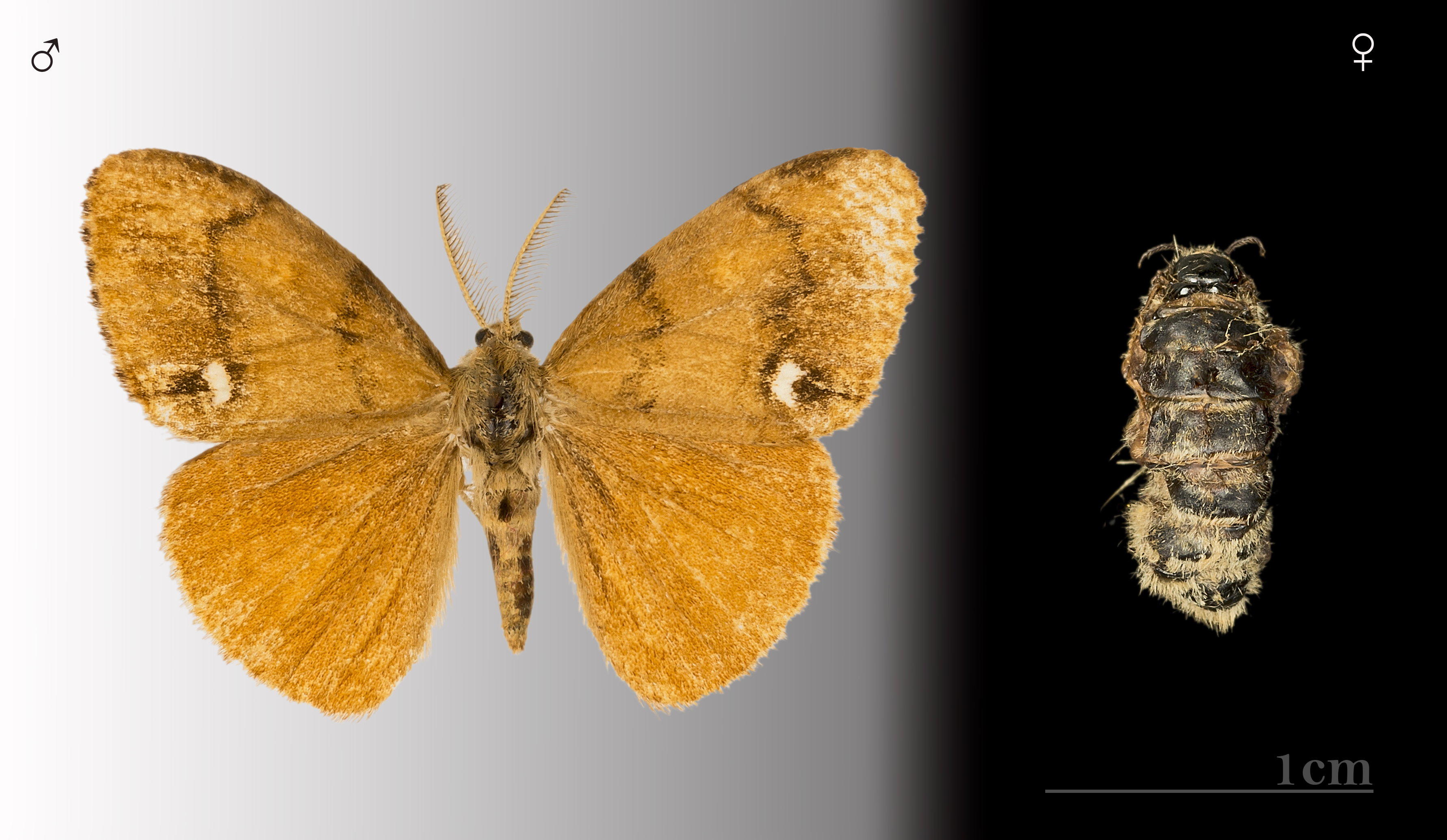
Orgyia antiqua
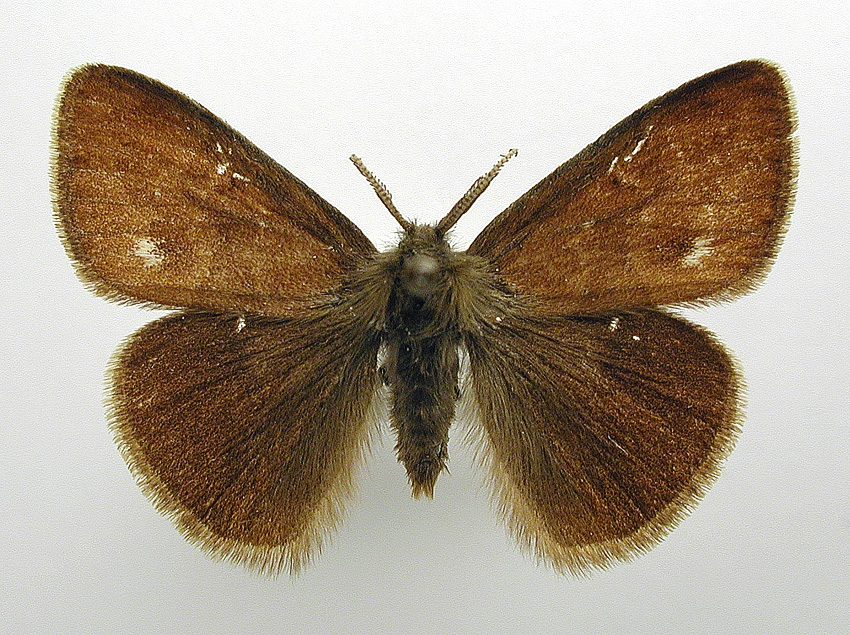
Orgyia antiquoides
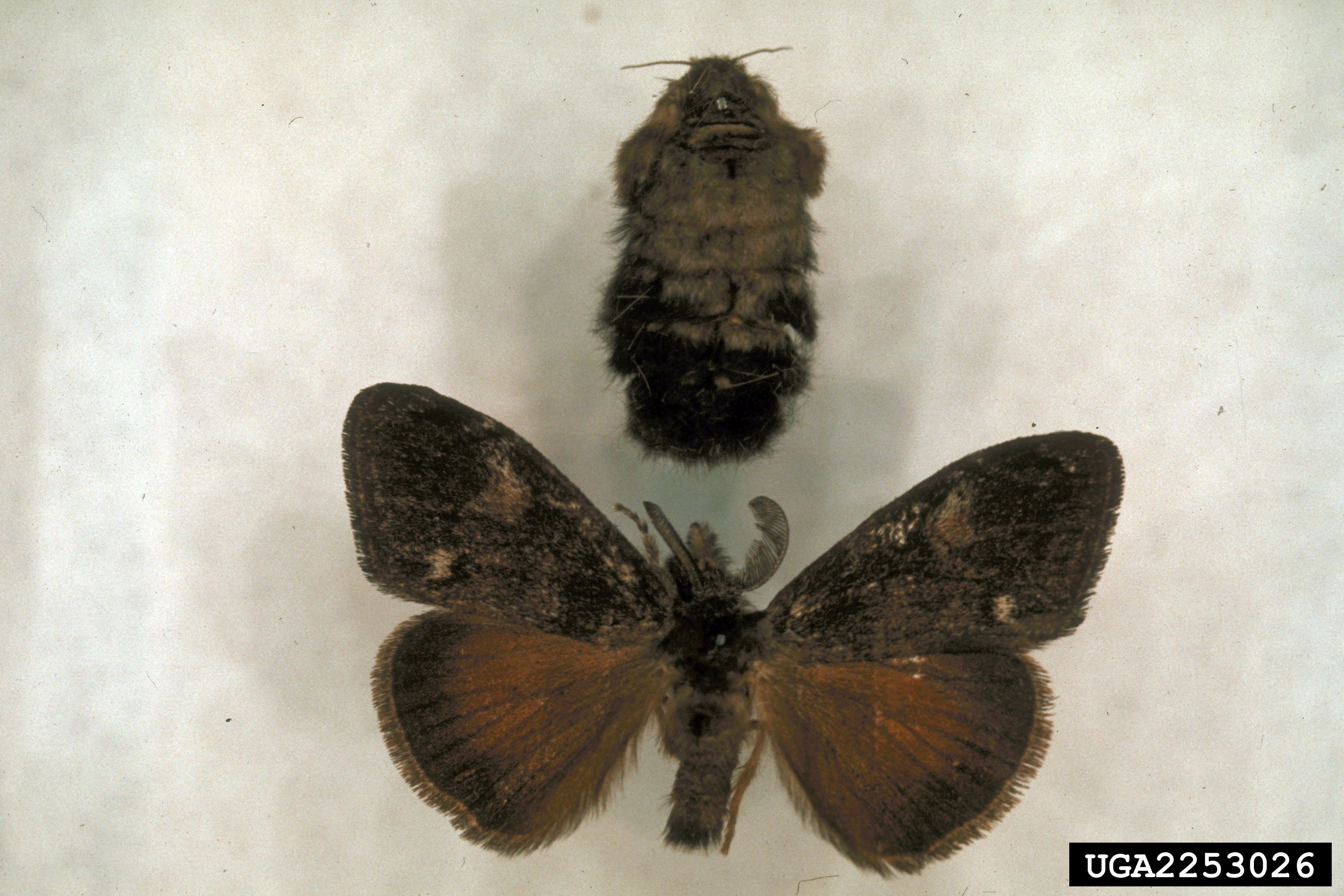
Orgyia pseudotsugata